# تزلو سوریگونه
تزلو سوریگونه (به ایتالیایی: Zelo Surrigone) یک کومونه در ایتالیا است که در استان میلان واقع شده‌است. تزلو سوریگونه ۴٫۴ کیلومتر مربع مساحت و ۱٬۳۷۷ نفر جمعیت دارد و ۱۱۳ متر بالاتر از سطح دریا واقع شده‌است.

## خواهرخوانده
شهر اوبر-رام‌اشتات خواهرخواندهٔ تزلو سوریگونه هست.